# 13e cérémonie des Africa Movie Academy Awards
La 13e cérémonie des Africa Movie Academy Awards s'est tenue le 15 juillet 2017 à l'Eko Hotel and Suites (en), à Lagos, au Nigeria.

## Récompenses
Les gagnants sont listés en premier et mis en évidence en gras.
| Best Film | Best Director |
| --- | --- |
| - Félicité – Senegal - The Last of Us (film) - Tunisia - A Mile in My Shoes (film) – Morocco - '76 (film) - Nigeria - Vaya - South Africa - 93 Days - Nigeria - Queen of Katwe - Uganda - Wulu (film) – Mali - Call Me Thief – South Africa                              | - Akin Omotoso - Vaya - Daouda Coulibaly - Wulu - Steve Gukas – 93 Days - Mira Nair - Queen of Katwe - Izu Ojukwu - 76 - Daryen Joshua- Call Me Thief - Alain Gomis - Félicité - Ala Eddine Slim- The Last Of Us - Said Khallaf - A Mile in My Shoes (film)  |
| Best Actor in a leading role | Best Actress in a leading role |
| - Jahwar Soudani - Last Of Us - Sambassa Nzeribe – Slow Country - Ibrahim Koma – Wulu - Richard Mofe Damijo - Oloibiri - Amine Ennaji- A Mile in My Shoes (film) - David Oyelowo – Queen of Katwe - Dann Jaques Mouton- Call Me Thief - Ramsey Noah – 76                 | - Véro Tshanda Beya Mputu - Félicité - Lydia Forson - Keteke - Lupita Nyong'o – Queen of Katwe - Bimbo Akintola – 93 Days - Josette Bushell-Mingo – While We Live - Rita Dominic – 76 - Khabonina Quebeka – Dora’s Peace - Zimkhitha Nyoka - Vaya            |
| Best Actor in a Supporting Role | Best Actress in a Supporting Role |
| - Papi Mpaka - Félicité - Adonijah Owiriwa - 76 - Warren Matsimola - Vaya - Olu Jacobs - Oloibiri - Richard Seruwazi – While We Live - Majid Michel – Slow Country | - Angelique Kidjo - The CEO - Inna Moja – Wulu - Theresa Edem - Ayamma - Taiwo Ajai Lycet - Oloibiri - Nmonde Mbusi - Vaya - Somkele Idhalama – 93 Days |
| Achievement in Costume Design | Achievement in Makeup |
| - Queen of Katwe - Uganda - Ayamma- Nigeria - Keteke - Ghana - The Last Of Us - Tunisia - Logun Ofe - Nigeria | - Oloibiri - Nigeria - Dora’s Peace – South Africa - Ayamma- Nigeria - The Last of Us - Tunisia - Slow Country- Nigeria |
| Achievement in Cinematography | Achievement in Production Design |
| - The Last of Us - Tunisia - The Whale Caller – South Africa - Félicité - Senegal - Vaya- South Africa - A Mile in My Shoes (film) - Morocco | - 76 – Nigeria - Call Me Thief – South Africa - Félicité - Senegal - Queen of Katwe - Uganda - The Last of Us- Tunisia |
| Achievement in Editing | Achievement in Screenplay |
| - Félicité - Senegal - Call Me Thief - South Africa - Vaya – South Africa - While We Live – Burkina Faso/Sweden - The CEO - Nigeria | - Vaya – South Africa - Oloibiri - Nigeria - Dora’s Peace- South Africa - Félicité – Senegal - While We Live- Burkina Faso/Sweden |
| Best Film in An African Language | Best Nigerian Film |
| - Félicité – Senegal - Logun Ofe - Nigeria - Call Me Thief – South Africa - Vaya – South Africa | - 76 - Green White Green - 93 Days - The CEO - Ayamma - Oloibiri |
| Best Short Film | Best Animation |
| - A Place for Myself – Rwanda co-winner - A Place in the Plane – Senegal co-winner - Bout – Nigeria - On Monday Last Week – Ghana/USA - Silence - Nigeria - Kieza - Angola - Yemoja: Rise of the Orisa- Nigeria/UK - Marabout – Senegal                                  | - Got Flowers - Nigeria - Black Barbie – Ghana - Gyrow – Nigeria - Pull – Nigeria |
| Best Documentary | Best Film by an African Living Abroad |
| - Mama Colonel – DRC - Legacy Of The Hills – Mali - Makoko: Future Afloat - Nigeria - House in the Field – Morocco - Vivre Riche – Cote D’Ivoire - House of Nwapa – Nigeria - The African Who Wanted To Fly – Gabon - La Colere Dans Le Vent (Anger in the Wind) - Niger | - While We Live – Burkina Faso/Sweden - Saving Dreams – Nigeria/Canada - Theory of Conflict- Nigeria/USA - A Mile in My Shoes (film) – Morocco/Canada - Hell’s Fury- Nigeria/USA                                                                             |
| Best Diaspora Short | Best Diaspora Documentary |
| - 90 Days - USA co-winner - Kbela – Brazil co-winner - Ca$h Out – USA - The Tale of Four – Curacao | - 13th - USA - I Am Not Your Negro – Haiti/France - Les heritiers du Vietnam (Martinique) - Horace Tapscott, Musical Griot - USA |
| Best Diaspora Feature | Best Soundtrack |
| - Birth of a Nation - USA - West Indies Gang - Guadeloupe - Fences – USA - Double Play (film) – Curacao - Moonlight – USA | - Félicité - Senegal - Vaya – South Africa - 93 Days- Nigeria - A Mile in My Shoes (film)- Morocco - 76 - Nigeria - While We Live- Burkina Faso/Sweden |
| Best Visual Effects | Best Sound |
| - Wulu - Mali - Oloibiri- Nigeria - Whale Caller – South Africa - Queen of Katwe - Uganda - Slow Country – Nigeria | - Vaya – South Africa - 93 Days – Nigeria - Félicité – Senegal - Wulu- Mali - Dora’s Peace – South Africa |
| Most Promising Actor | Best First Feature Film by a Director |
| - Madina Nalwanga – Queen of Katwe - Paballo Koza – Dora’s Peace - Azwille Shanane-Madiba - Vaya - Austin Rose – Call Me Thief - Adam Kanyama– While We Live | - Wulu – Daouda Coulibaly – Mali - Happiness is a Four Letter Word –Thabang Molaya- South Africa - Green White Green – Abba Makama - Nigeria - Bunjoko – Kizito Samuel - Uganda - The Last Of Us – Alaeddine Slim – Tunisia - Rain – Daniel Mugerwa - Uganda |